# كامخ
الكامخ (بفتح الميم ج كوامخ) لفظ يشير الى أنواع مختلفة من الأُدُم.
جاء في المعجم الوسيط: (الكامخ) مَا يؤتدم بِهِ أَو المخللات المشهية. وفي قاموس لسان العرب باب كمخ: الكامَخُ نوع من الأُدْم معرّب.
وعرٌفه مؤنس بخاري: الكامخ: أدام مخمّر مصنوع من الحبوب والأعشاب، شبيه بالمُرّي لكنّه بنكهة أقلّ حدّة.